# Österrike i olympiska sommarspelen 1968
Österrike deltog med 43 deltagare vid de olympiska sommarspelen 1968 i Mexico City. Totalt vann de två silvermedaljer och två bronsmedaljer.

## Medaljer

### Silver
- Hubert Raudaschl - Segling, finnjolle.
- Liese Prokop - Friidrott, femkamp.

### Brons
- Eva Janko - Friidrott, spjutkastning.
- Gerhard Seibold och Günther Pfaff - Kanotsport, K-2 1000 meter.